# کیا پیکانتو
کیا پیکانتو (Kia Picanto) خودرویی است که از سال ۲۰۰۴ تا کنون در کره جنوبی، ویتنام و اندونزی تولید شده‌است.
این خودرو در کلاس خودرو شهری قرار گرفته است. سیستم جعبه‌دندهٔ آن ۴ دنده به دو صورت خودکار و دستی است.

## مشخصات فنی
پیکانتو یکی از خودروهای موفق کیا محسوب می‌شود. خودروساز کره جنوبی پیکانتو ۲۰۱۳ را به موتور ۱ و ۱٫۲ لیتری ۴ سیلندر مجهز کرده است.